# Jammin'Zeb
jammin' Zeb（ジャミン・ゼブ）は、日本の男性4人組のヴォーカルグループ。2006年結成。<ｊは小文字のｊ>
ジャズハーモニーをベースに、ポップス、ジャズ、ラテン、ソウルを始め、ジャンルの枠を越えて、世界のあらゆる名曲を爽やかに歌う、スーパー・コーラス・グループ 
軽快なアップビートから、しっとりとしたバラード、息を呑むア・カペラまで、さまざまな楽曲を自由な音楽性で心に響くハーモニーで歌い上げる
また4人のメンバー全員が絶対音感を持つ確かな実力とともに、平均身長は180cmとステージ上の存在感が抜群、華麗なエンターテイメント・ショーを魅せる
ソロ・ヴォーカルは、強烈な個性を持った各々が自在に入れ替わるため、カラフルで楽しく、一方コーラスは不思議な程に美しく溶け合い、柔らかな音色を奏でます。　　　　　　　　　　　　　　　　　　　　　　　　　ライブ・パフォーマンスをメインに全国での活動を続ける中、ビッグ・イベントにも多数出演。　　　　　　　　　　　　　　　　一方で、中学生、高校生を対象とした「学校公演」を各地で実施。100校近くに渡って熱心に取り組む姿勢に、文化的評価も高い。
グループ名は「楽しくセッションする（jamming）シマウマ（zebra）」から作った造語。　　　　　　　　　　　　　　　　　　　シマウマには、国境や肌の色を越えて、あらゆる音楽を、それぞれが持つ特徴や楽しさをくっきりさせながら表現したい、という思いを込めている　　　　　　　　　　　　　　　　　　　　　　　　　　　　　　　　　　　　　　　　　　　　　　　　　　　　またピアノの「白鍵と黒鍵」や、頭文字の「J」と「Z」に「JAZZ」のイメージがあるなど、他にも隠れた理由がある

## メンバー
Kojiro（コージロー）
本名：鈴木宏二郎。1981年3月24日（44歳）、東京都出身。早稲田大学卒業。
Steve （スティーブ）
本名：仲光甫。1982年3月13日（43歳）、神奈川県出身。慶應義塾大学卒業。
Simon （シモン）
本名：西脇史門。1987年12月31日（37歳）、千葉県出身。慶應義塾大学卒業。
Akito （アキト）
本名：飯泉暁斗。1994年11月18日（30歳）、千葉県出身。慶應義塾大学卒業。
2024年7月にグループに参加

### 旧メンバー
Lensei（レンセイ）
本名：西澤連聖。1984年8月16日（40歳）、オーストラリア出身。グリフィス大学クイーンズランド音楽院卒業。
2024年2月にグループを卒業

## 略歴
2006年夏に結成。グループ名は「ジャムセッション（jamming）するシマウマ（zebra）」を意味する造語。シマウマには、国境や肌の色を越えて、あらゆる音楽を、それぞれが持つ特徴や楽しさをくっきりさせながら表現したいという思いが込められている。2007年10月、メジャーデビュー。直後より東京・丸の内にて定期的なフリー・ライブを実施。回を重ねる度に観客数を増やし、やがて数百人規模にまで膨らみ、テレビ、新聞などに取り上げられる。
その後も、JVC Jazz Festival、ジャワ・ジャズ・フェスティバル、東京JAZZ、MLB開幕試合（東京ドーム）での日米両国国歌披露など、多数のイベントに出演する。また、音楽やコーラスの楽しさに触れてもらおうと、小中高生を対象とする学校公演にも積極的に参加している。　　　　　　　　　　　　　　　　　　　　　　　　　　　　　　　　　　　　　　　　　　　　　　　　　　　　　　　　2011年末には、東日本大震災からの復興を願ったオリジナル曲「Rise」がNHKニュースを通じて話題となる。　　　　　　　　　　2015年3月、学習院講堂にて常陸宮妃華子殿下、近衞甯子（やすこ）が臨席するコンサートを開催。７月には在日米国大使館にて日米両国の国歌を披露　　　　　　　　　　　　　　　　　　　　　　　　　　　　　　　　　　　　　　　　　　　　　　　　　　　　　　　2018年２月、初のアメリカ公演を行う。　　　　　　　　　　　　　　　　　　　　　　　　　　　　　　　　　　　　　　　　2019年７月、伊東ゆかりさんをゲストに迎え初共演。
その他、各地のテレビ・ラジオに多数出演
その間も各地のジャズフェスティバルに参加。（岡崎ジャズストリート、すみだストリートジャズフェスティバル、定禅寺ストリートジャズフェスティバル 、南郷サマージャズフェスティバル 等）

## 作品

### シングル
| タイトル                     | 発売日       | 発売元                         | 備考                                                                     |
| ---------------------------- | ------------ | ------------------------------ | ------------------------------------------------------------------------ |
| 〜各務原市のうた〜元気ですか | 2013年5月1日 | ZEB / ユニバーサルミュージック | 岐阜県各務原市市制執行50周年を記念して制作されたオリジナルイメージソング |

### アルバム
| タイトル                                        | 発売日         | 発売元                         |
| ----------------------------------------------- | -------------- | ------------------------------ |
| スマイル                                        | 2007年10月17日 | ビクターエンタテインメント     |
| ドリーム                                        | 2008年8月20日  | ビクターエンタテインメント     |
| ギフト                                          | 2008年11月19日 | ビクターエンタテインメント     |
| サマータイム                                    | 2011年6月29日  | ZEB / ユニバーサルミュージック |
| ガーデン                                        | 2012年5月30日  | ZEB / ユニバーサルミュージック |
| シーズンズ                                      | 2012年5月30日  | ZEB / ユニバーサルミュージック |
| アーリー・イヤーズ ベスト・オブ・ジャミン・ゼブ | 2013年6月5日   | ビクターエンタテインメント     |
| カクテル                                        | 2013年12月18日 | ZEB / ユニバーサルミュージック |
| ディス・プレシャス・モーメント                  | 2015年3月25日  | ZEB / ユニバーサルミュージック |
| パレード                                        | 2016年6月15日  | ZEB / ユニバーサルミュージック |
| ユア・ソングス                                  | 2017年3月1日   | ZEB / ユニバーサルミュージック |
| ユア・ソングス 2                                | 2018年2月28日  | ZEB / ユニバーサルミュージック |
| ユア・ソングス 3                                | 2019年3月13日  | ZEB / ユニバーサルミュージック |
| シーズンズ・ベスト「冬」                        | 2019年10月9日  | ZEB / ユニバーサルミュージック |
| シーズンズ・ベスト「春」                        | 2020年3月25日  | ZEB / ユニバーサルミュージック |
| シーズンズ・ベスト「秋」                        | 2022年10月12日 | ZEB / ユニバーサルミュージック |
| レッツ・スウィング                              | 2023年10月11日 | ZEB / ユニバーサルミュージック |

### ライブDVD
| タイトル                       | 発売日         | 発売元                         | 収録時間                           |
| ------------------------------ | -------------- | ------------------------------ | ---------------------------------- |
| スウィート・スウィート・ライヴ | 2010年10月27日 | ZEB / ユニバーサルミュージック | 78分（本編61分・ボーナス映像17分） |

## 出演

### イベント
- 旭鷲山引退断髪式セレモニー（両国国技館土俵上にて国歌を披露）
- JVC Jazz Festival（渋谷Bunkamuraオーチャードホール）
- ジャカルタ・ジャワ・ジャズ・フェスティバル（インドネシア）
- MLB開幕試合セレモニー / 日米両国国歌披露（東京ドーム）
- 東京JAZZ（東京国際フォーラムA）
- ラグビー日米代表戦セレモニー / 日米両国国歌披露（秩父宮ラグビー場）
- 定禅寺ストリートジャズフェスティバル
- アジア交流音楽祭（ミューザ川崎シンフォニーホール）
- 岡崎ジャズストリート
- 神奈川フィルハーモニー管弦楽団『東北復興支援チャリティコンサート』
- 東京ミッドタウン Special Forum 2011（「日本の活力を取り戻そう。」）
- おかやま国際音楽祭
- 震災復興コンサート『Smile Again from IWAKI』（福島県いわき市）
- 長野県・中学高校芸術鑑賞会
- 第22回 全国病児保育研究大会 in 神奈川
- 平成24年度 東海北陸地区 私立幼稚園教育研究愛知大会
- 横浜・いのちの電話 主催 コンサート
- 岐阜県各務原市・市制施行50周年記念イメージソング制作
- ROCKY in シネマ・ミーツ・シンフォニー（読売日本交響楽団との共演・渋谷オーチャードホール）
- モントレー・ジャズフェスティバル・イン・能登
- すみだストリートジャズフェスティバル
- 円谷プロ創立50周年 ウルトラマンシンフォニーコンサート - （東京フィルハーモニー交響楽団との共演・東京芸術劇場 大ホール）
- JDDW 2013 第86回日本消化器内視鏡学会総会
- SAPPORO CITY JAZZ in TOKYO（神宮外苑・絵画館前・仮設ドーム）
- MIKIMOTOジャンボクリスマスツリー点灯式 2013
- 新港クリスマスイブ コラボイベント『横浜ベイ・メモリアル点灯式』
- 学習院同窓「常磐会」主催 チャリティー・コンサート
- 「第82回 日本ダービー」発走前セレモニー・国歌披露（東京競馬場）
- アメリカ大使館「米国独立記念日式典2015」キャロライン・ケネディ駐日大使の前で日米両国国歌披露

### メディア
NHK総合
- 『首都圏ネットワーク』
- 『金曜バラエティー』
- 『NHK歌謡コンサート』
- 『NHK歳末・海外たすけあい・あなたのやさしさを』
- 『お元気ですか日本列島』
- 『とっておきサンデー増刊号・あなたのアンコール』
- 『大地の恵み音楽祭～日本農業賞記念コンサート～』
- 『東海北陸フレッシュ便　さらさらサラダ』（中部6県）
- 『てれまさむね』（宮城）

NHK-教育
- 市民公開講座『進化する肺がん治療』ゲスト

NHK-BS
- 『BS永遠の音楽「映画音楽大全集」』
- 『映画音楽に乾杯！』

フジテレビ
- FNN系列 『FNNスピーク』（音楽を担当）

テレビ朝日
- 『題名のない音楽会』

テレビ東京
- 『木曜8時のコンサート』

中京テレビ
- 『ラッキーブランチ!!』

TBSラジオ
- 『大沢悠里のゆうゆうワイド』

他多数

### 企業イベント・プロモーション
- ハリー・ウィンストン
- ブルガリ
- コルム
- カルティエ
- THE BODY SHOP
- サルヴァトーレ・フェラガモ
- ティファニー
- トミー ヒルフィガー
- DFSグループ
- 三菱東京UFJ銀行（PBOお客様限定コンサート)
- シーメンス
- 三越・伊勢丹友の会
- 天賞堂
- ミキモト
- 大垣共立銀行
- 「飛鳥II 世界一周クルーズ」船上ライブ
- 彩きもの学院
- クレール（東海三県 テレビCM：歌と出演)
- トヨタ自動車・レクサス・オーナーズ・コンサート
- ポーラ化粧品

他多数